# نپس گوکولوف
نپس گوکولوف (به انگلیسی: Nepes Gukulov) کشتی‌گیر کشور ترکمنستان است.